# Бермондсі (станція метро)
51°29′53″ пн. ш. 0°03′50″ зх. д. / 51.498056° пн. ш. 0.063889° зх. д.
Бермондсі (англ. Bermondsey) — станція лінії Джубилі Лондонського метро, у Бермондсі, Лондон. Розташована у 2-й тарифній зоні, між станціями Лондон-брідж та Канада-Вотер. Пасажирообіг на 2017 рік — 10.64 млн
- 17 вересня 1999: відкриття станції[4]

## Пересадки
- на автобуси оператора London Buses маршрутів: 47, 188, 381 and C10 та нічні маршрути N199, N381